# Punnett-Quadrat
Ein Punnett-Quadrat, auch Rekombinationsquadrat (lat.: re = „zurück“, „wieder“, „neu“) oder kürzer Kombinationsquadrat, ist ein Hilfsmittel, das von dem britischen Genetiker Reginald Punnett entwickelt wurde. In der Biologie wird es benutzt, um die Häufigkeit der verschiedenen Genotypen bei den Nachkommen zu bestimmen.
|   | R  | R  |
| - | -- | -- |
| R | RR | RR |
| r | Rr | Rr |

Im Beispiel oben werden 50 % der Nachkommen den dominanten, homozygoten Genotyp RR haben, die anderen 50 % den heterozygoten Genotyp Rr. Das dominante Allel R ist in allen vier möglichen Genotypen vorhanden und wird im Phänotyp ausgeprägt werden.

## Interpretation
- Als Beispiel für die Benutzung des Punnett-Quadrats sollen zwei Ratten mit unterschiedlicher Fellfarbe gekreuzt werden. Bezüglich der Fellfarbe gibt es ein Gen, das in Form von zwei Allelen existiert: B für schwarze Fellfarbe und b für weiße Fellfarbe. Eine homozygote schwarze Ratte mit den Allelen BB (rosa Hintergrund) wird mit einer homozygoten weißen Ratte mit dem Genotyp bb (blauer Hintergrund) gekreuzt. Homozygot bedeutet, dass beide Allele gleich sind. Heterozygot bedeutet, dass die beiden Allele verschieden sind. Wäre eine Ratte heterozygot, dann wäre ihr Genotyp Bb. Sie hätte ein Allel für schwarz und ein Allel für weiß.
- Die beiden möglichen Allele des Genotyps der männlichen Ratte werden in der ersten Spalte (blau), die Allele der weiblichen Ratte in der oberen Zeile (rosa) dargestellt. Die Allelkombinationen der Nachkommen werden rechts darunter gelistet.

Dominante Allele erhalten Großbuchstaben, rezessive Allele Kleinbuchstaben.
|   | B   | B   |
| - | --- | --- |
| b | _ _ | _ _ |
| b | _ _ | _ _ |

- Man schreibt nun die Genotypbuchstaben der Eltern in das Feld, in dem sich die Spalte und die Zeile kreuzen. Das dominante Allel schreibt man normalerweise zuerst.

|   | B   | B   |
| - | --- | --- |
| b | Bb  | _ _ |
| b | _ _ | _ _ |

- Die übrigen Felder für die Nachkommen werden in gleicher Weise ausgefüllt:

|   | B  | B  |
| - | -- | -- |
| b | Bb | Bb |
| b | Bb | Bb |

- Wenn das Ergebnis beim Genotyp Bb ergibt, wird das dominante Allel B beim Phänotyp ausgeprägt; d. h., die Ratte mit dem Genotyp Bb hat eine schwarze Fellfarbe. Das rezessive Allel b wird unterdrückt. Bei dieser Kreuzung zeigen alle Nachkommen im Phänotyp die schwarze Fellfarbe. Sie sind heterozygot. Das dominante Allel hat sich durchgesetzt.

## Kreuzungsergebnisse
Beim Kreuzen einer homozygoten schwarzen Ratte mit einer homozygoten weißen Ratte (wie oben gezeigt), werden die Nachkommen mit einer Wahrscheinlichkeit von 100 % den Genotyp Bb haben und phänotypisch schwarz sein.
|   | B  | b  |
| - | -- | -- |
| B | BB | Bb |
| b | Bb | bb |

Kreuzt man die heterozygoten Nachkommen aus dem vorigen Beispiel (als F1-Generation bezeichnet) miteinander, dann sind deren Kinder im Genotyp und im Phänotyp unterschiedlich. Mit einer Wahrscheinlichkeit von 25 % sind die Kinder weiß (mit bb als Genotyp). Es gibt eine 50 % Chance für den Genotyp Bb und eine 25 % Wahrscheinlichkeit für den Genotyp BB. Die Kinder mit einem oder zwei dominanten Allelen B sind schwarz. Das Verhältnis der Phänotypen ist 3:1. Dies ist eine monohybride Kreuzung.
Kreuzt man eine heterozygote Ratte (Bb) mit einer weißen Ratte (bb), werden die Nachkommen wahrscheinlich zu 50 % weiß und 50 % schwarz sein:
|   | b  | b  |
| - | -- | -- |
| B | Bb | Bb |
| b | bb | bb |

Die Wahrscheinlichkeit für die Vererbung einiger Krankheiten kann man mit dem Punnett-Quadrat erklären. Tragen beide Elternteile ein krankmachendes rezessives Allel, dann werden wahrscheinlich 25 % der Kinder krank sein, 50 % werden im Genotyp ein krankmachendes rezessives Allel haben, aber phänotypisch gesund sein, und 25 % werden vollkommen gesund sein. Daraus folgt auch, dass durchschnittlich zwei Drittel der klinisch gesunden Vollgeschwister eines erkrankten Individuums Träger der Krankheit sind.

## Komplizierte Kreuzungen
Das obige Beispiel benutzte nur ein Merkmal, mit 4 möglichen Ergebnissen. In der Wirklichkeit sind die Kreuzungen komplizierter, da gewöhnlich mehr als ein Merkmal gekreuzt wird.
In einer dihybriden Kreuzung werden beispielsweise zwei Erbsenpflanzen gekreuzt, die sich in zwei Merkmalen unterscheiden.
Als Beispiel seien die Merkmale Samenform und Samenfarbe aufgeführt.
Das Allel R für die runde Form ist dominant, während das Allel r für die runzelige Form rezessiv ist.
Das Allel Y für gelbe Farbe ist dominant, das Allel y für grüne Farbe ist rezessiv.
Die den Merkmalen zugrundeliegenden Gene existieren jeweils in Form von zwei Allelen, die für die oben beschriebenen Merkmalsvarianten verantwortlich sind.
Wenn die ursprünglichen Rassen folgende Genotypen haben: RRYY x rryy (möglich ist auch RRyy x rrYY),
dann haben die Heterozygoten der 1. Filialgeneration uniform den Genotyp RrYy und den Phänotyp rund und gelb.
Die Keimzellen jeder heterozygoten Erbsenpflanze besitzen dann die Kombinationen RY, Ry, rY oder ry.
|    | RY   | Ry   | rY   | ry   |
| -- | ---- | ---- | ---- | ---- |
| RY | RRYY | RRYy | RrYY | RrYy |
| Ry | RRYy | RRyy | RrYy | Rryy |
| rY | RrYY | RrYy | rrYY | rrYy |
| ry | RrYy | Rryy | rrYy | rryy |

In der 2. Filialgeneration kommt es dann zu einer Aufspaltung der Phänotypen im Verhältnis 9: rund und gelb, 3: runzelig und gelb, 3: rund und grün, 1: runzelig und grün.
Das Ergebnis ist eine Aufspaltung des Phänotyps im Verhältnis 9:3:3:1.
Man beachte, dass sich dieses Spaltzahlenverhältnis nur bei einer dihybriden Kreuzung ergibt, wenn beide Gene einen dominant-rezessiven Erbgang aufweisen.
(Hätte eines der beiden Gene einen intermediären Erbgang, ergäben sich 6 verschiedene Phänotypen im Verhältnis 3 : 6 : 3 : 1 : 2 : 1. Die Spaltzahlensumme beträgt in beiden Fällen 16, was einen Beleg für eine dihybride Kreuzung darstellt.)